# Церква Святого Миколая (Аскольдова могила)
Це́рква Свято́го Микола́я на Аско́льдовій моги́лі — храм в урочищі Аскольдова могила (Київ), спроєктований Андрієм Меленським і збудований 1809 року на місці культових споруд, які існували на цьому місці від XI століття і від самого початку були присвячені святому Миколаю Мирлікійському.

## Давня історія
Стародавня Микільська церква була споруджена не пізніше X століття Ольгою поряд зі своїм двором, над могилою київського князя Аскольда в урочищі Угорському, яке з XVIII столітті зветься Аскольдовою могилою. Назву церква отримала за ім'ям, яке прийняв Аскольд при хрещенні у 867 році — Микола.
Певний час була поширена думка про те, що до будування церкви причетна княгиня Ольга, а, отже, церква є найдавнішою на Русі. Виникла ця думка, найімовірніше, через помилку переписувача, який свого часу замість «Олма» написав «Олга». Втім, деякі дослідники й автори дотримуються прямо протилежної версії. Висловлено думку, що Ольма — це Алмош, хан угрів, спільник Осколда-Миколи, який на межі IX століття та X століття під тиском печенігів вивів орду мадяр з причорноморських степів.
У 971 церкву Святого Миколая зруйнував син Ольги — Святослав, правління якого пов'язане з жорстокою язичницькою реакцією, переслідуванням християн. Лише у 990 році князь Володимир знову спорудив тут дерев'яний храм. 1036 року при церкві заснували жіночий монастир, у якому доживала свого віку мати одного з засновників Києво-Печерської обителі преподобного Феодосія. Він містився чи то на самій Аскольдовій могилі, чи то на узвишші над нею.
Існує переказ, пов'язаний із подією, яка сталася в 1113 році в житті великого князя Київського Мстислава Володимировича, сина Володимира Мономаха. Повертаючись пізньої пори з полювання, він заблукав у лісі, який покривав собою терени сучасного Печерська. Шукаючи дорогу з нього, князь несподівано побачив яскраве світло, що його випромінював образ святого Миколая, розміщений на високому пеньку, якраз біля тієї самої дороги. На згадку про чудесне явлення князь 1115 року заснував при Миколаївській церкві на Аскольдовій могилі (чи перетворив із зазначеного вище жіночого) чоловічий монастир (чи відновив після зруйнування його 1096 року половцями). Через якийсь час на місці пригоди, що сталась із Мстиславом, з'явилася стовпоподібна каплиця (слуп) із образом святого Миколая, яка вказувала напрямок руху до обителі на Аскольдовій могилі.

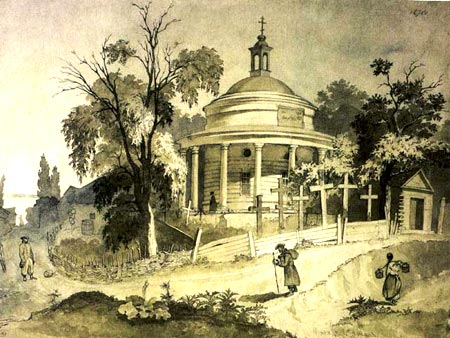
Тарас Шевченко. Аскольдова могила, 1846

До самого Микільського монастиря, оточеного густим пустинним лісом, додалися назви Пустинний, Слупський або Стовповий. 1147 року князь Андрій Боголюбський приписав його до Києво-Печерської обителі. Відновлений після руйнації, заподіяної 1240 року монголами хана Батия, монастир у XV столітті знову грабували татари.
Найдавніше зображення церкви Святого Миколая — дерев'яної, з трьома банями — збереглося на плані Києва А. Кальнофойського (1638). Наприкінці XVI століття обитель була певний час греко-католицькою. Від часів митрополита Київського Петра Могили вона отримала від козацьких гетьманів численні універсали та грамоти на володіння маєтностями. Зокрема, Іван Мазепа упродовж 1690—1696 власним коштом спорудив на горі над Миколаївською церквою за проєктом архітектора Йосипа Старцева великий мурований 5-банний Микільський Військовий собор, який став соборним храмом Микільського монастиря. У келії довкола нього переселилася більша частина братії з території на Аскольдовій могилі, а під горою лишився монастирський цвинтар з дерев'яною Миколаївською церквою, як з головної перетворилася на приписну цвинтарну.

## Новий храм
У 1809 воронезький купець Самійло Мещеряков побажав увічнити пам'ять своєї дружини, яка померла у Києві і була похована на Аскольдовій могилі. З цією метою він замовив Андрієві Меленському проєкт мурованої церкви, яка була збудована того ж року (під керівництвом Василя Сєрікова) за 8 тисяч карбованців і освячена 1 вересня 1810 року. Вона була двоповерхова, виконана у стилі ампір і у формі ротонди, оточеної колонадою тосканського ордеру. Її вінчала велика напівсферична баня з ліхтарем і маленькою дзвіницею (у 1882 баню храму було дещо спрощено). Тарас Шевченко зобразив її на одній із акварелей. У напівпідвальній крипті храму було передбачено 77 місць для поховань. У 1816 році церкву розписав іконописець Білецький.

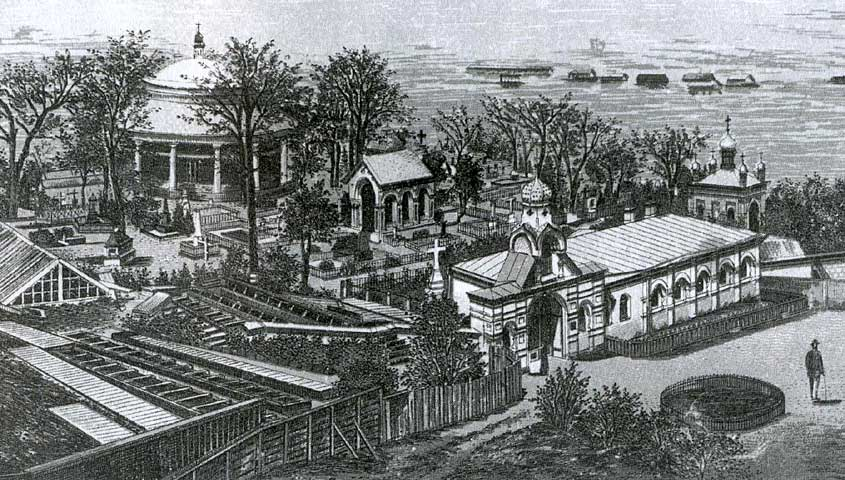
Аскольдова могила з церквою наприкінці XIX ст.

1840 року цвинтар закрили. У 1847 церкву разом із цвинтарем планувалося знести, бо поруч прокладали шлях до Ланцюгового мосту, до того ж, вона була в аварійному стані внаслідок зсувів схилу. Але 10 вересня того ж року храм на Аскольдовій могилі відвідав імператор Микола І, який заборонив знесення, заявивши:
«Анітрохи падінням не загрожує; треба трохи полагодити і церква має існувати».
Дошку з цією історичною фразою згодом повісили у відремонтованому храмі. Іншу дошку, з довжелезною (і наполовину вигаданою) історією Аскольдової могили у 1866 почепили на фасаді церкви під час відзначення 1000-ліття хрещення Аскольда. Тоді ж поширилася легенда про те, що тут міститься також і його поховання. На запитання про це богомольців військові писарі показували на місце за вівтарем храму, де існувало поховання невідомої особи, а церковні служки уточнювали: «Не тут, а під церквою у склепі».
У 1856 церкву знову розписали, а у 1861, коштом монастиря, відновлений цвинтар оточили кам'яною огорожею з брамою, над воротами якої влаштували дзвіницю. Також було споруджено кам'яний будинок для священника.
На закритому з 1845 для загального користування цвинтарі, починаючи з другої половини XIX століття, почали здійснювати поховання найзаможніших киян. Зрозумівши, що від цього можна мати неабиякий зиск, монастирське начальство стало практикувати широкий розпродаж місць на ньому, а на початку 1880-х років запровадило навіть посаду наглядача, першим із яких був ієромонах отець Рафаїл. Він багато зробив для збереження й утвердження звичаю прибирати могили й утримувати їх у належному стані, перетворюючи це похмуре місце на привабливий куточок міста.
У 1882 церкву Святого Миколая відреставровано за проєктом Володимира Ніколаєва.

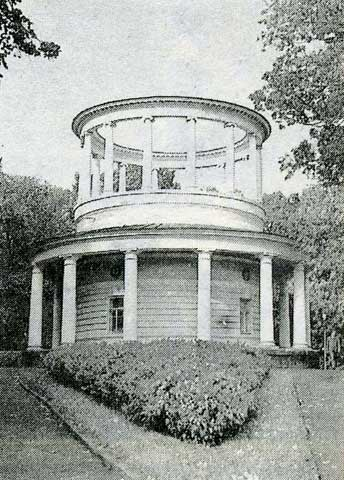
Перебудована церква за радянських часів

Після своєї смерті в поважному віці отець Рафаїл також знайшов тут для себе вічний спокій. Його місце заступив 1892 року ієромонах того самого монастиря отець Веніамін. Найперше він звернув увагу на церкву, яка своїм зовнішнім виглядом і внутрішнім оздобленням не відповідала станові кладовища з його чистотою, прекрасними надгробками та склепами. Не маючи належних коштів, наглядач звернувся по допомогу до приватних осіб, які мали тут могили своїх близьких, й отримав широку підтримку: 1893 року в церкві провели капітальний ремонт. Усередині з'явилися привезений із Італії біломармуровий іконостас, новий настінний розпис, виконаний за ескізами живописця Віктора Васнецова, і дубовий паркет. Освятив оновлений храм 7 липня 1894 митрополит Київський Іоанікій. Також у 1899-1901 коштом Марії Поторжинської збудували нову, більшу дзвіницю.

## Новітні часи

Сучасний цвинтар біля храму. Могили Героя Небесної Сотні Олександра Клітинського та загиблого у Війні за незалежність України Марка Паславського

Після встановлення радянського режиму церкву закрили, але у 1921-1934 вона ще діяла як парафіяльний храм УАПЦ.
У 1934 році церкву було закрито остаточно, а кладовище знищене задля влаштування розважального парку.
У 1936 році церкву перебудували під ресторан, а у 1938 році архітектор Петро Юрченко досить дотепно переробив колишній храм на парковий павільйон, надбудувавши замість бані наскрізну іонійську колонаду. Тоді ж було знесено дзвіницю початку XX століття будинок настоятеля і паркан 1860-х рр.

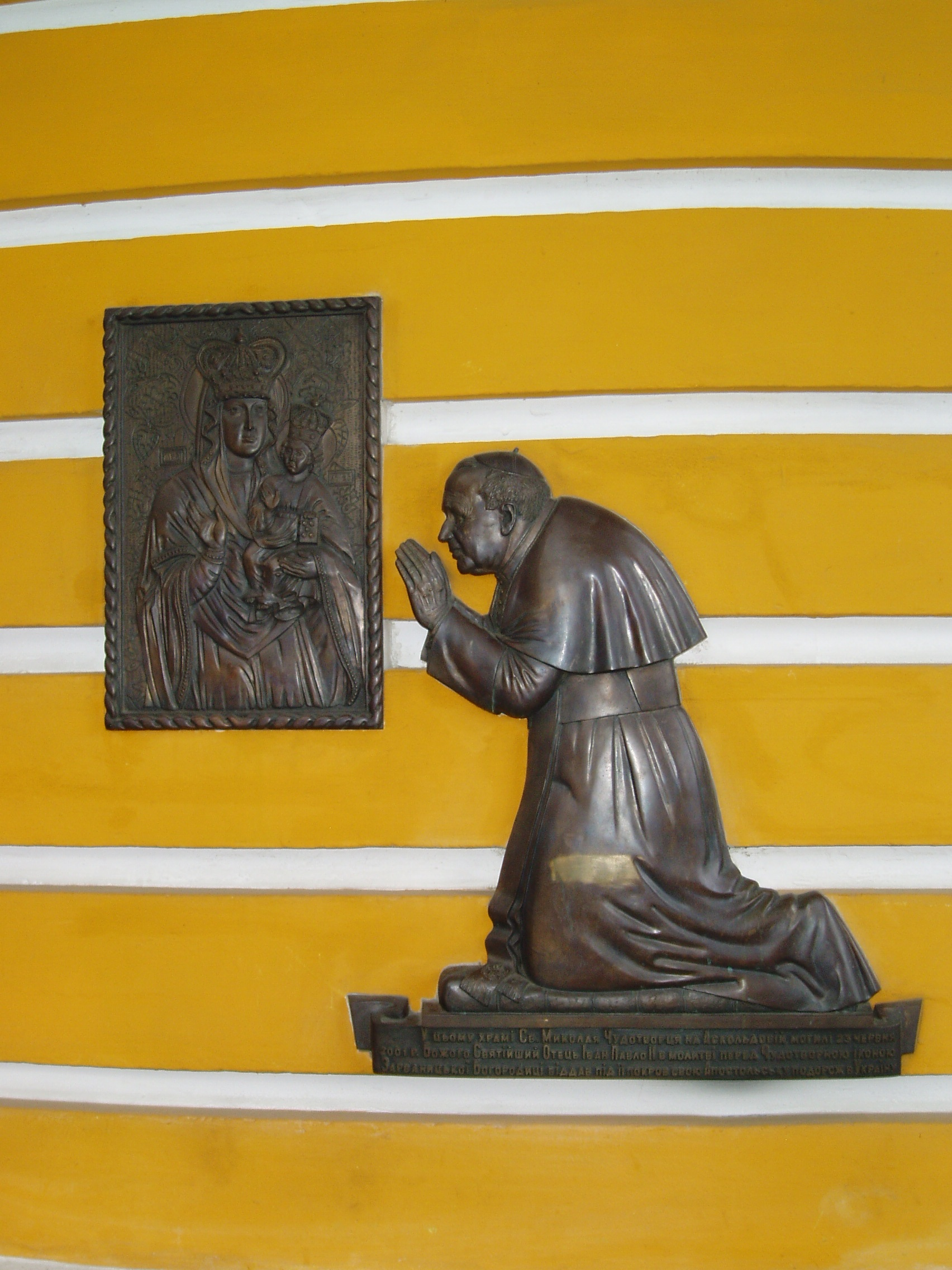
Пам'ятна дошка Іванові Павлу II на стіні церкви

У такому вигляді церква проіснувала до останньої реставрації 1997-1998 (архітектор Володимир Хромченков), коли було відновлено первісний вигляд споруди. 26 квітня 1992 році храм передано релігійній громаді Української греко-католицької церкви. У напівпідвалі нині також влаштовано церкву в ім'я святого Сильвестра Папи Римського. Освячення відновленої Миколаївської церкви здійснив 22 травня 1998 тоді ще Преосвященний Екзарх Києво-Вишгородський УГКЦ Любомир Гузар.
Церква Святого Миколая на Аскольдовій могилі прославилась також тим, що це був перший храм, який відвідав Папа Римський Іван Павло II під час свого апостольського візиту в Україну влітку 2001 року.
Під пам'ятною дошкою, встановленою на стіні церкви на честь візиту Папи, міститься напис:
«У цьому храмі Св. Миколая Чудотворця на Аскольдовій могилі 23 червня 2001 р. Божого Святійший Отець Іван Павло ІІ в молитві перед Чудотворною іконою Зарваницької Богородиці віддав під Її покровительство свою Апостольську подорож Україною»
15 липня 2010 р. освячено відреставровану крипту в підвальному приміщенні храму, в якій поховано мучеників за віру Аскольда і Діра.
У 2016—2017 роках на території Аскольдової могили за кошти парафії Церкви Миколая Чудотворця на Аскольдовій Могилі збудована дзвіниця, на якій встановлений 51 дзвін, освячені 22 травня 2019 року, у День Миколи Теплого — під час храмового свята УГКЦ Святого Миколая Чудотворця на Аскольдовій могилі. Дзвони виготовлені у Нідерландах. Всю електроніку, за допомогою якої можна виконувати різноманітні класичні та духовні мелодії виготовили інженери з Києва — брати Сергій та Леонід Ботвінки.
10 березня 2023 у храмі відспіваний і похований поруч Герой України, комбат 1-го окремого механізованого батальйону «Вовки Да Вінчі», Дмитро Коцюбайло «Да Вінчі».

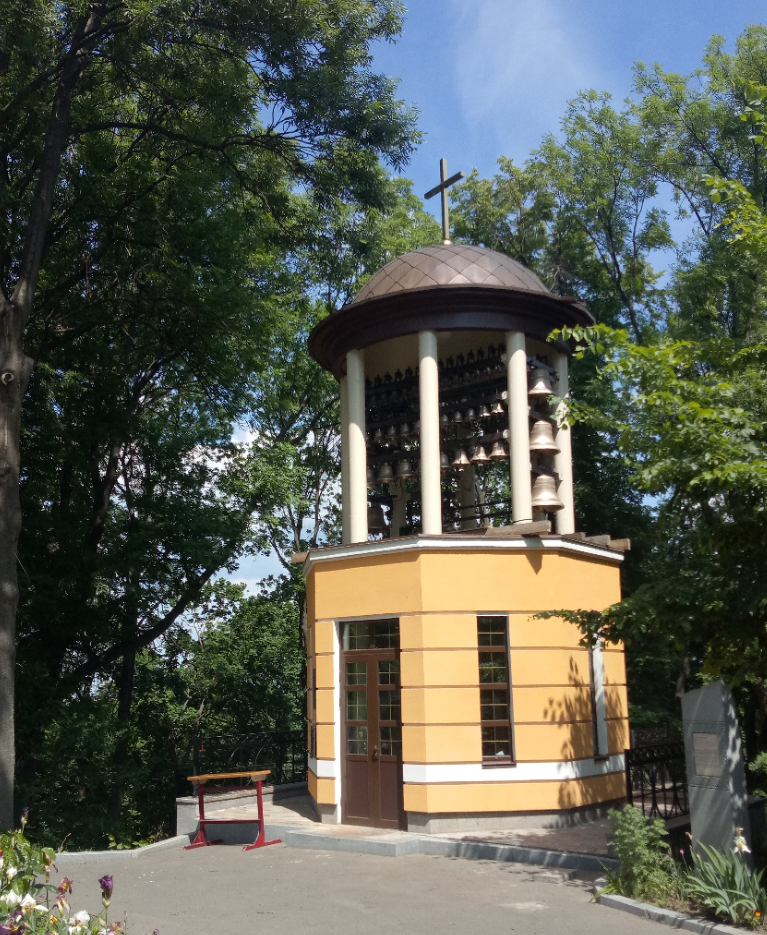
Дзвіниця на Аскольдовій могилі

## Примітки та посилання

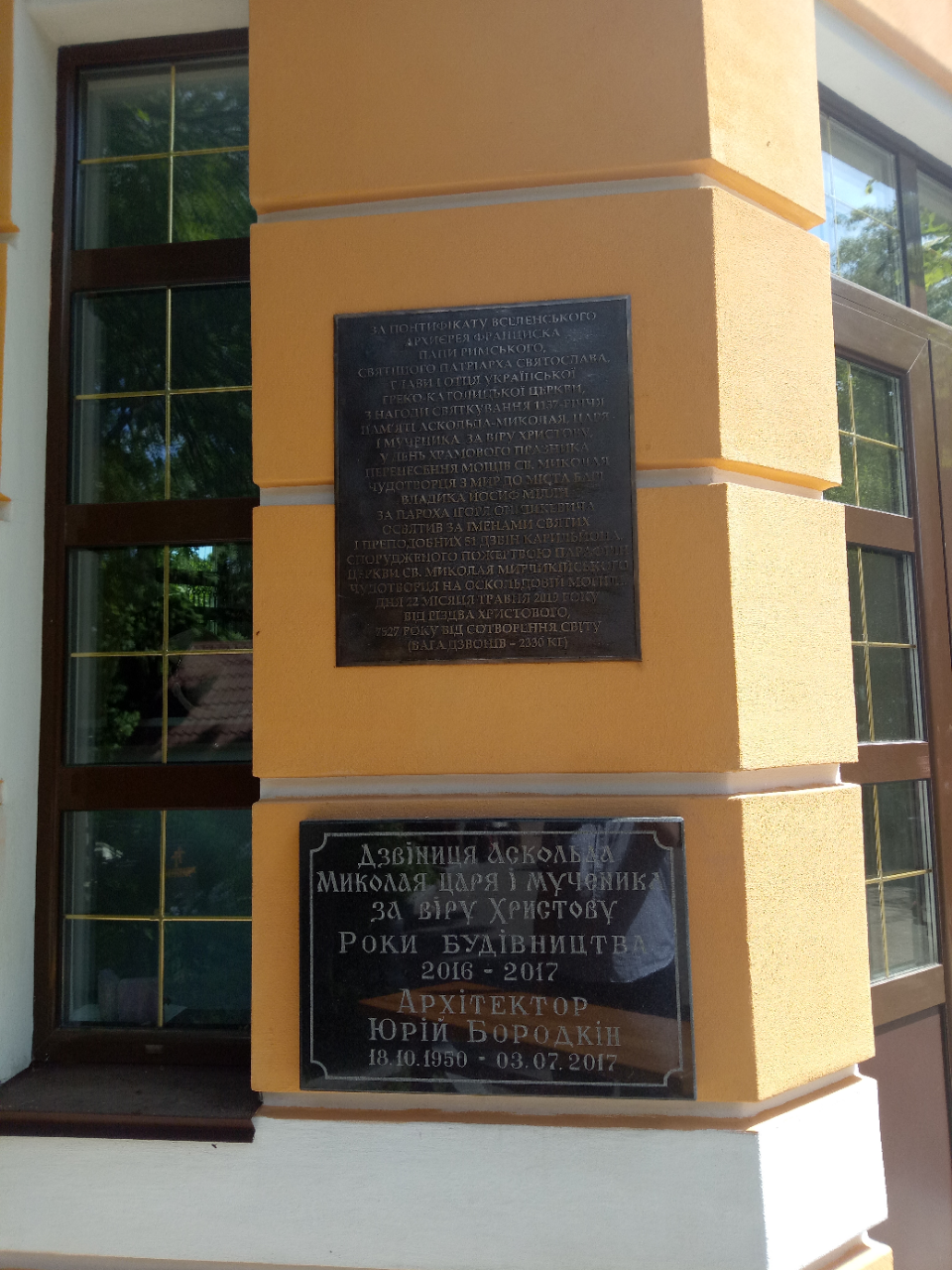
Меморіальна дошка на дзвіниці

### Воздвиженська каплиця
За часів існування кладовища Аскольдової могили, серед інших на ньому був також склеп генерал-майора кубанських козаків Миколи Михайловича Демидовського (1824—1891) та його дружини Анастасії Михайлівни. Цей склеп єдиний вцілив під час знищення кладовища у 1930-х роках. У 1995 (за іншими даними у 1998) році родиною Павла Синоверського склеп був переоблаштований у греко-католицьку каплицю (повна назва — каплиця Воздвиження Чесного Хреста Господнього). У 2016—2017 роках каплиця була реконструйована, зокрема облицована мармуром, в середині встановлений мармуровий престол. У 2018 завершено і освячено настінний розпис каплиці. У 2023 році на фасаді каплиці встановлені пам'ятні дошки на честь загиблих героїв російсько-української війни — Герою України Віталію Скакуну та лейтенанту Денису Антіпову.